# Captain America II: Death Too Soon
Captain America II: Death Too Soon è una miniserie televisiva statunitense di supereroi del 1979, seguito di Capitan America dello stesso anno. Il film, inedito in Italia, è basato sull'omonimo personaggio dei fumetti Marvel Comics, diretto da Ivan Nagy e interpretato da Reb Brown.
Fu trasmesso originariamente negli Stati Uniti d'America da CBS in due parti di un'ora l'una, la prima parte il 23 novembre 1979 e la seconda nella serata successiva.

## Trama
Steve Rogers (Reb Brown) viene mostrato per la prima volta con un ritratto di una signora Shaw (Susan French), che si lamenta con lui di una banda di ladri che hanno rubato i proventi dei controlli di sicurezza sociale incassati; lei nega di aver incassato la sua. Le ha chiesto di farlo per mettere una trappola per i ladri e fa scattare la trappola come Capitan America. Nel frattempo, un terrorista rivoluzionario free-lance che si fa chiamare Generale Miguel (Christopher Lee), progettando di combattere una guerra non specificata, rapisce un professore Ian Ilson (Christopher Cary) e lo costringe a riprendere le sue ricerche in gerontologia manipolativa. Ilson è riuscito a formulare sia una sostanza chimica che accelera l'invecchiamento che l'antidoto alla stessa sostanza chimica, e Miguel, fingendosi il guardiano di una prigione dell'Oregon vicino a Portland, prevede di utilizzare le sostanze chimiche in questione per tenere in ostaggio Portland per un miliardo di dollari riscatto. Alla fine Rogers e Miguel si scontrano direttamente faccia a faccia, e quando Miguel lancia in aria una bottiglia di vetro dell'accelerante che invecchia, sperando che si frantumi contro il corpo di Capitan America, il Capitano getta il suo scudo in aria, dove frantuma la bottiglia in tal modo che l'accelerante che invecchia si schizza entrambi. Tuttavia, poiché il capitano ha ricevuto solo una piccola somma e solo un mese di età. Miguel, d'altra parte, invecchia a morte in meno di un minuto.

## Distribuzione
Il film è stato distribuito teatralmente in Francia nel 1980 e ha avuto uno speciale festival del cinema in Finlandia nel 2014.

## Accoglienza

### Critica
Captain America II: Death Too Soon ha ricevuto recensioni negative da parte del pubblico. In Rotten Tomatoes, a nome del pubblico, il film ha un'approvazione del 14%, basata su 226 voti, con un voto di 2.0/5.
Sul sito IMDB gli utenti hanno assegnato un punteggio di 4.0/10, basato su 918 voti. Nella pagina FilmAffinity ha una valutazione di 3,2/10, basata su 65 voti.